# Vallbona de les Monges
Vallbona de les Monges är en kommun i Spanien. Den ligger i provinsen Lleida och regionen Katalonien, i den östra delen av landet, 400 km öster om huvudstaden Madrid. Antalet invånare är 253.